# Chiprovtsi (huyện)
Chiprovtsi là một huyện thuộc tỉnh Montana, Bungaria. Dân số thời điểm năm 2001 là 4988 người.